# Michael Rooker

Firma di Michael Rooker

Michael Rooker (Jasper, 6 aprile 1955) è un attore statunitense.

## Biografia
Di origini inglesi, irlandesi e scozzesi, è un attore caratterista, che si fece conoscere con il film del 1986 Henry, pioggia di sangue, in cui ricoprì il ruolo del serial killer Henry, ispirato da Henry Lee Lucas. Successivamente l'attore interpretò parecchi ruoli da caratterista, quasi sempre nel ruolo di cattivo, come in Mississippi Burning, in Nico, contrapposto a Steven Seagal, o in Giorni di tuono, rivale di Tom Cruise. Altri due ruoli lo fecero conoscere bene al grande pubblico furono quelli di co-protagonista al fianco di Sylvester Stallone in Cliffhanger - L'ultima sfida e di Arnold Schwarzenegger ne Il sesto giorno. Nel 2006 ritornò sulle scene dopo un breve periodo di riposo, apparendo nel film Slither di James Gunn, mentre nel 2008 recitò in Jumper di Doug Liman, a fianco di Hayden Christensen.
Nell'anno 2008 ha preso parte in un episodio della seconda stagione di Chuck, dal titolo Chuck vs. Babbo Natale. Dal 2010 è nel cast della serie televisiva The Walking Dead nel ruolo di Merle Dixon, e vi rimane per tre stagioni, fino al 2013, anno in cui interpreta nuovamente il personaggio di Merle nel videogioco tratto dalla serie, The Walking Dead: Survival Instinct. Nello stesso anno ottiene la parte di Yondu Udonta nel film del Marvel Cinematic Universe Guardiani della Galassia, uscito nei cinema nel 2014. Torna nuovamente nel sequel Guardiani della Galassia Vol. 2, uscito nei cinema nel 2017. Gunn lo sceglie successivamente nel ruolo del mercenario Savant nel suo film successivo The Suicide Squad - Missione suicida, uscito nel 2021, e sempre nel 2021 partecipa come co-protagonista nel film di Netflix Love and Monsters, mentre nel 2022 e nel 2023 Rooker riprende il ruolo di Yondu Udonta in dei camei rispettivamente nello speciale natalizio televisivo dei guardiani e in Guardiani della Galassia Vol. 3, ultimo capitolo della serie.

## Filmografia

### Attore

#### Cinema
- Henry, pioggia di sangue (Henry: Portrait of a Serial Killer), regia di John McNaughton (1986)
- La luce del giorno (Light of Day), regia di Paul Schrader (1987)
- Mississippi Burning - Le radici dell'odio (Mississippi Burning), regia di Alan Parker (1988)
- Nico (Above the Law), regia di Andrew Davis (1988)
- Otto uomini fuori (Eight Men Out), regia di John Sayles (1988)
- Music Box - Prova d'accusa (Music Box), regia di Costa-Gavras (1989)
- Seduzione pericolosa (Sea of Love), regia di Harold Becker (1989)
- Giorni di tuono (Days of Thunder), regia di Tony Scott (1990)
- JFK - Un caso ancora aperto (JFK), regia di Oliver Stone (1991)
- Cliffhanger - L'ultima sfida (Cliffhanger), regia di Renny Harlin (1993)
- La metà oscura (The Dark Half), regia di George A. Romero (1993)
- Tombstone, regia di George Pan Cosmatos (1993)
- Generazione X (Mallrats), regia di Kevin Smith (1995)
- Effetto black out (The Trigger Effect), regia di David Koepp (1996)
- Bastard Out of Carolina, regia di Anjelica Huston (1996)
- L'impostore (Deceiver), regia di Jonas Pate (1997)
- Keys to Tulsa, regia di Leslie Greif (1997)
- Costretti ad uccidere (The Replacement Killers), regia di Antoine Fuqua (1998)
- Renegade Force aka Counterforce, regia di Sidney J. Furie (1998)
- Il collezionista di ossa (The Bone Collector), regia di Phillip Noyce (1999)
- Il sesto giorno (The 6th Day), regia di Roger Spottiswoode (2000)
- Per una sola estate (Here on Earth), regia di Mark Piznarski (2000)
- The Replicant, regia di Ringo Lam (2001)
- Undisputed, regia di Walter Hill (2002)
- Skeleton Man, regia di Johnny Martin (2004)
- Chasing Ghosts, regia di Kyle Dean Jackson (2005)
- Slither, regia di James Gunn (2006)
- Il respiro del diavolo (Whisper), regia di Stewart Hendler (2007)
- Jumper - Senza confini (Jumper), regia di Doug Liman (2008)
- Presa mortale 2 (The Marine 2), regia di Roel Reiné (2009)
- Penance, regia di Jake Kennedy (2009)
- Super - Attento crimine!!! (Super), regia di James Gunn (2010)
- Hypothermia, regia di James Felix McKenney (2010)
- Atlantis Down, regia di Max Bartoli (2011)
- Cell 213 - La dannazione (Cell 213), regia di Stephen Kay (2011)
- Mysteria, regia di Lucius C. Kuert (2011)
- The Lost Episode, regia di Michael Rooker (2012)
- Brother's Keeper, regia di Josh Mills (2013)
- Elwood, regia di Louis Mandylor – cortometraggio (2014)
- Guardiani della Galassia (Guardians of the Galaxy), regia di James Gunn (2014)
- The Belko Experiment, regia di Greg McLean (2016)
- Guardiani della Galassia Vol. 2 (Guardians of the Galaxy Vol. 2), regia di James Gunn (2017)
- L'angelo del male - Brightburn (Brightburn), regia di David Yarovesky (2019)
- Fantasy Island, regia di Jeff Wadlow (2020)
- Love and Monsters, regia di Michael Matthews (2020)
- The Suicide Squad - Missione suicida (The Suicide Squad), regia di James Gunn (2021)
- Fast & Furious 9 - The Fast Saga (F9: The Fast Saga), regia di Justin Lin (2021)
- White Elephant, regia di Jesse V. Johnson (2022)
- Guardiani della Galassia Vol. 3 (Guardians of the Galaxy Vol. 3), regia di James Gunn (2023) – cameo
- Fast X, regia di Louis Leterrier (2023)
- Horizon: An American Saga - Capitolo 1 (Horizon: An American Saga - Chapter 1), regia di Kevin Costner (2024)

#### Televisione
- Crime Story – serie TV, episodio 1x01 (1986)
- Un giustiziere a New York (The Equalizer) – serie TV, episodio 3x18 (1988)
- Gideon Over – serie TV, episodio 1x01 (1989)
- Sei solo, agente Vincent (L.A. Takedown), regia di Michael Mann – film TV (1989)
- E giustizia per tutti (Equal Justice) – serie TV, episodio 1x10 (1990)
- Fallen Angels – serie TV, episodio 2x05 (1995)
- Oltre i limiti (The Outer Limits) – serie TV, episodio 7x02 (2001)
- Jeremiah – serie TV, episodio 1x08 (2002)
- Tremors - La serie (Tremors: The Series) – serie TV, episodio 1x06 (2003)
- Lucky – serie TV, episodio 1x07 (2003)
- Stargate SG-1 – serie TV, episodio 7x07 (2003)
- CSI: Miami – serie TV, episodio 2x02 (2003)
- Saving Jessica Linch, regia di Peter Markle – film TV (2003)
- Las Vegas – serie TV, episodio 2x09 (2004)
- JAG - Avvocati in divisa (JAG) – serie TV, episodio 10x13 (2005)
- Thief - Il professionista (Thief) – miniserie TV, 5 episodi (2006)
- Crossing Jordan – serie TV, episodio 6x16 (2007)
- Law & Order - I due volti della giustizia (Law & Order) – serie TV, episodio 18x09 (2008)
- Shark - Giustizia a tutti i costi (Shark) – serie TV, episodio 2x13 (2008)
- Chuck – serie TV, episodio 2x11 (2008)
- Meteor - Distruzione finale (Meteor), regia di Ernie Barbarash – miniserie TV, episodi 1x01-1x02 (2009)
- Criminal Minds – serie TV, episodio 4x19 (2009)
- Psych – serie TV, episodio 4x09 (2009)
- Burn Notice - Duro a morire (Burn Notice) – serie TV, episodio 4x12 (2010)
- The Walking Dead – serie TV, 14 episodi (2010-2013)
- La terra dei fuorilegge (Outlaw Country), regia di Adam Arkin e Michael Dinner – film TV (2012)
- SEAL Team – serie TV, episodio 1x01 (2017)
- True Detective – serie TV, episodi 3x07-3x08 (2019)
- The Rookie - serie TV, episodio 5x20 - 5x21 (2023)

### Doppiatore
- Call of Duty: Black Ops – videogioco (2010)
- Archer – serie animata, episodio 3x09 (2012)
- Call of Duty: Black Ops II – videogioco (2012)
- The Walking Dead: Survival Instinct – videogioco (2013)
- What If...? – serie animata (2021)
- Vivo – film d'animazione (2021)
- Guardiani della Galassia Holiday Special (The Guardians of the Galaxy Holiday Special) - TV special, regia di James Gunn (2022)
- Crime Boss: Rockay City - videogioco (2023)
- Superman, regia di James Gunn (2025)

## Doppiatori italiani
Nelle versioni in italiano delle opere in cui ha recitato, Michael Rooker è stato doppiato da:
- Roberto Draghetti in Undisputed, Jumper - Senza confini, The Walking Dead, The Belko Experiment, SEAL Team, L'angelo del male - Brightburn
- Nino Prester in Giorni di tuono, Law & Order - I due volti della giustizia, Il collezionista di ossa, Il sesto giorno, Per una sola estate
- Angelo Nicotra in Costretti ad uccidere, Guardiani della Galassia, Guardiani della Galassia Vol. 2
- Gianluca Machelli ne Il respiro del diavolo, Burn Notice - Duro a morire, Love and Monsters
- Massimo Corvo in Henry, pioggia di sangue, La luce del giorno
- Alessandro Rossi in Cliffhanger - L'ultima sfida, La metà oscura
- Francesco Pannofino in Seduzione pericolosa, Saving Jessica Lynch
- Rodolfo Bianchi in The Replicant, True Detective
- Carlo Valli in CSI: Miami, The Out-Laws - Suoceri fuorilegge
- Paolo Buglioni in Slither, Criminal Minds
- Riccardo Rovatti in Thief - Il professionista, Cell 213 - La dannazione
- Wladimiro Grana in Mississippi Burning - Le radici dell'odio
- Claudio Fattoretto in JFK - Un caso ancora aperto
- Simone Mori in Tombstone
- Pino Ammendola in Generazione X
- Saverio Moriones in Effetto black out
- Stefano De Sando ne L'impostore
- Maurizio Reti in Keys to Tulsa
- Sandro Sardone in Chasing Ghosts
- Massimiliano Lotti in Presa mortale 2
- Mauro Bosco in Chuck
- Pasquale Anselmo in Meteor - Distruzione finale, White elephant: codice criminale
- Antonio Palumbo in Psych
- Enrico Di Troia in Super - Attento crimine!!!
- Franco Zucca in Fantasy Island
- Ennio Coltorti in The Suicide Squad - Missione suicida
- Stefano Thermes in Fast & Furious 9 - The Fast Saga
- Dario Oppido in Guardiani della Galassia Vol. 3
- Pietro Ubaldi in The Rookie
- Franco Mannella in Horizon: An American Saga - Capitolo 1
- Ivo Fedeli in Crime Story - Le strade della violenza (ridoppiaggio)

Da doppiatore è sostituito da:
- Dario Oppido in Guardiani della Galassia Holiday Special, What If...? (st. 2-3)
- Roberto Draghetti in Archer
- Roberto Accornero in Call of Duty: Black Ops
- Silvio Pandolfi in Call of Duty: Black Ops II
- Christian Iansante in Vivo
- Angelo Nicotra in What If...? (st. 1)